# تووتسنیا
تووتسنیا (به لاتین: Tłucznia) یک منطقهٔ مسکونی در لهستان است که در Gmina Włoszakowice واقع شده‌است.